# یویا اونو
یویا اونو (ژاپنی: 大野 佑哉؛ زادهٔ ۱۷ اوت ۱۹۹۶) یک بازیکن فوتبال اهل ژاپن است.
از باشگاه‌هایی که در آن بازی کرده‌است می‌توان به باشگاه فوتبال ماتسوموتو یاماگا اشاره کرد.